# Eilhard Mitscherlich
Eilhard Mitscherlich (7. ledna 1794, Neuende, Wilhelmshaven – 28. srpna 1863, Berlín) byl německý chemik.
Od roku 1822 byl profesorem v Berlíně. Objevil princip izomorfismu.
Studoval v Heidelbergu, v Paříži a v Göttingenu.

## Dílo
- Über das Verhältniß der Krystallform zu den chemischen Proportionen. 3.Abh.: Über die künstliche Darstellung der Mineralien aus ihren Bestandtheilen; 4.Abh.:. die in zwei verschiedenen Formen krystallieren, Akademie der Wissenschaften, Berlín 1822–1825.
- Lehrbuch der Chemie, 2 svazky, 1840–1848.
- Vulkanische Erscheinungen der Eifel, 1865.
- Über das Benzin und die Verbindungen desselben: gelesen in der Akademie der Wissenschaften am 6. Februar 1834. Engelmann, Lipsko 1898

## Externí odkazy

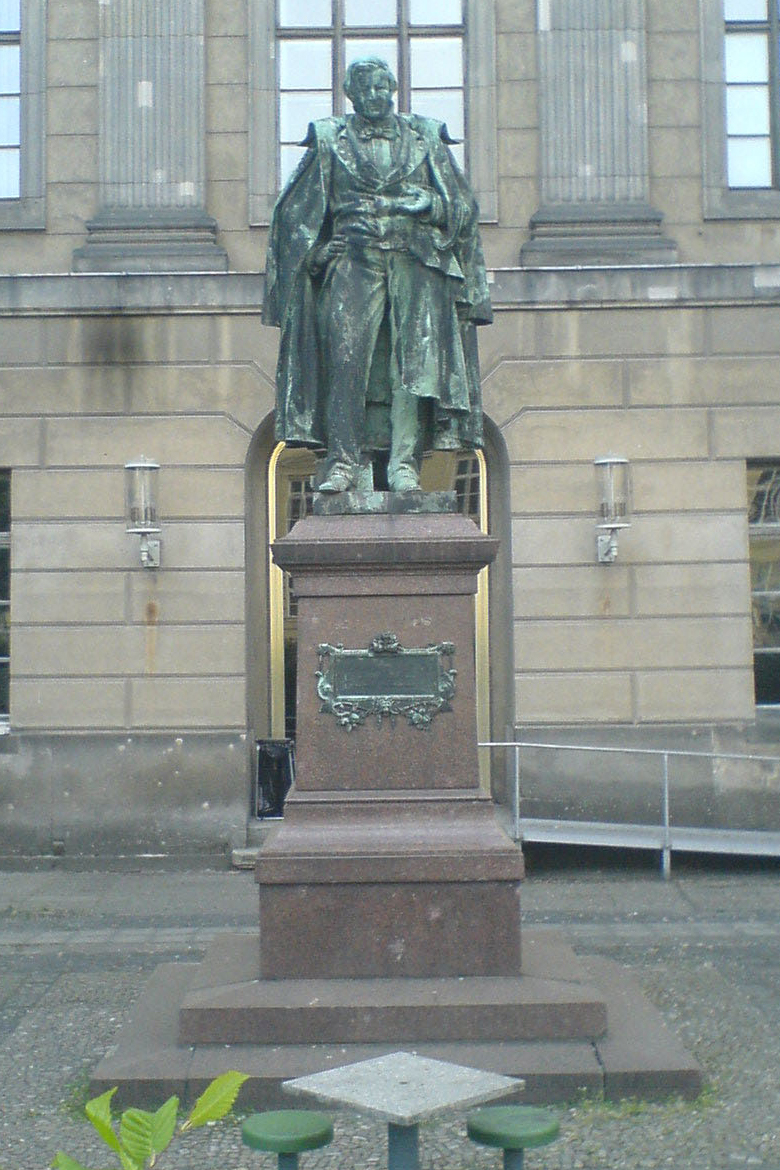
Pomník Eilharda Mitscherlicha v Berlíně